# Wildwechsel

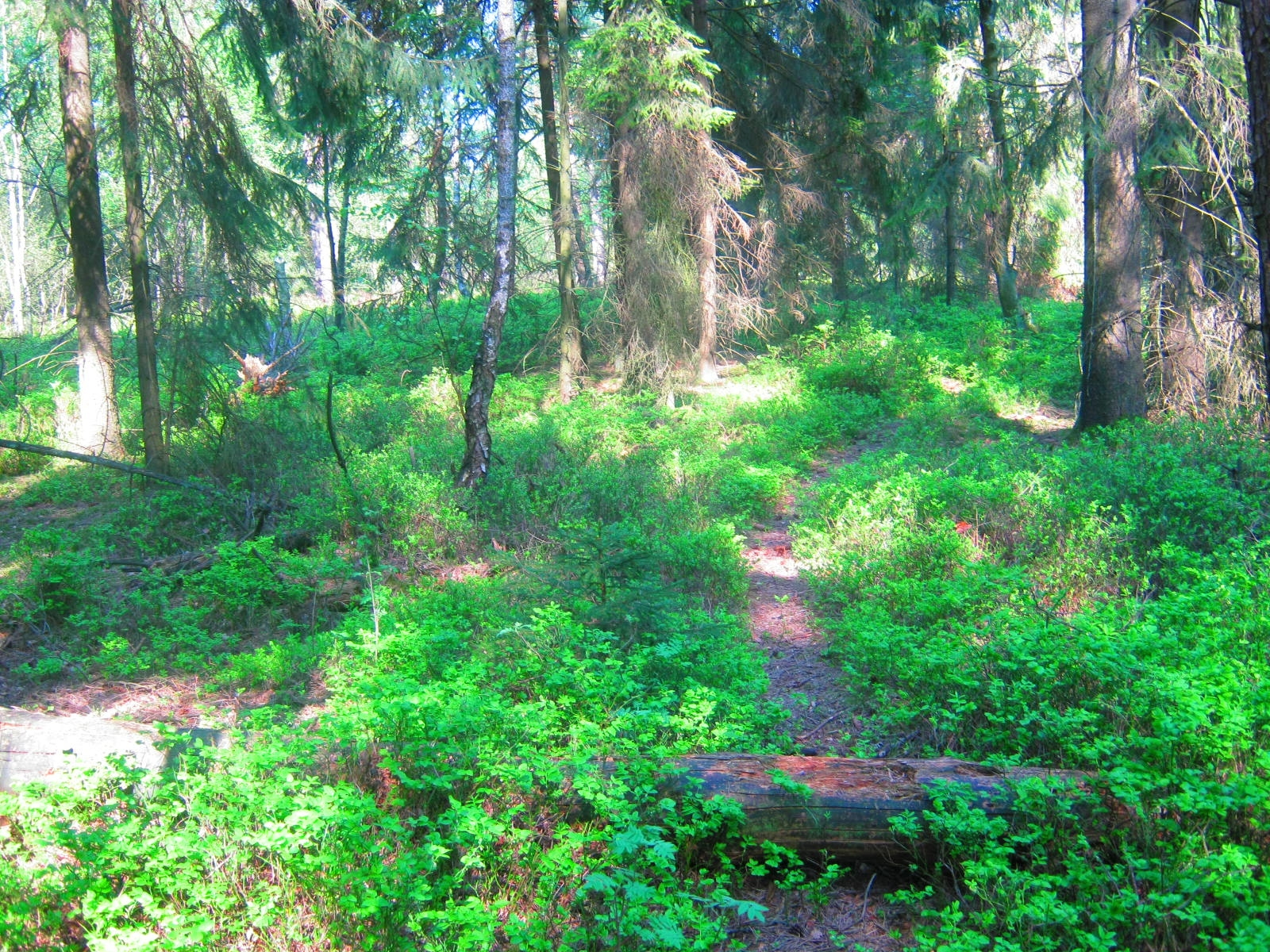
Wildwechsel im Naturschutzgebiet Birkensee

Wildwechsel, jägersprachlich verkürzt Wechsel und in Bezug auf Niederwild auch Pass genannt, nennt man die Wege, die von Wildtieren und Wild regelmäßig benutzt werden. Wild, insbesondere Schalenwild, geht bevorzugt ihm bekannte Wege, die im Laufe der Zeit auf dem Boden deutlich erkennbare Pfade ausbilden. Rotwild und Schwarzwild benutzen oft so genannte Fernwechsel, die über viele Jahrzehnte benutzt werden und weite Strecken überwinden. 
Als Zwangswechsel werden Wege bezeichnet, die das Wild aufgrund örtlicher Gegebenheiten (Geländeform, Hindernisse, u. ä.) zwangsweise nutzen muss. Insbesondere Zwangswechsel und -pässe werden gezielt jagdlich genutzt, etwa bei Riegeljagden oder für Fallen.

## Wildwechsel als Ausbreitungswege von Pflanzen
Wildwechsel spielen auch eine Rolle bei der Ausbreitung von Pflanzen. Viele Pflanzen haben sich durch spezielle Einrichtungen an ihren Früchten oder Samen an die Ausbreitung durch Tiere (Zoochorie) angepasst. Die Diasporen bleiben als Klettfrucht am Fell der Tiere haften (Epichorie) oder werden gefressen und meist keimfähig wieder ausgeschieden (Endochorie). Bei der Herkulesstaude konnte man beispielsweise zeigen, dass auch diese Pflanze zoochor verbreitet wird, da sich Neubesiedlungen des Neophyts vor allem an den Wildwechseln von Wildschweinen bildeten.

## VerkehrsschildWildwechsel

Zeichen 142-10: Wildwechsel als Rechtsaufstellung (Deutschland)

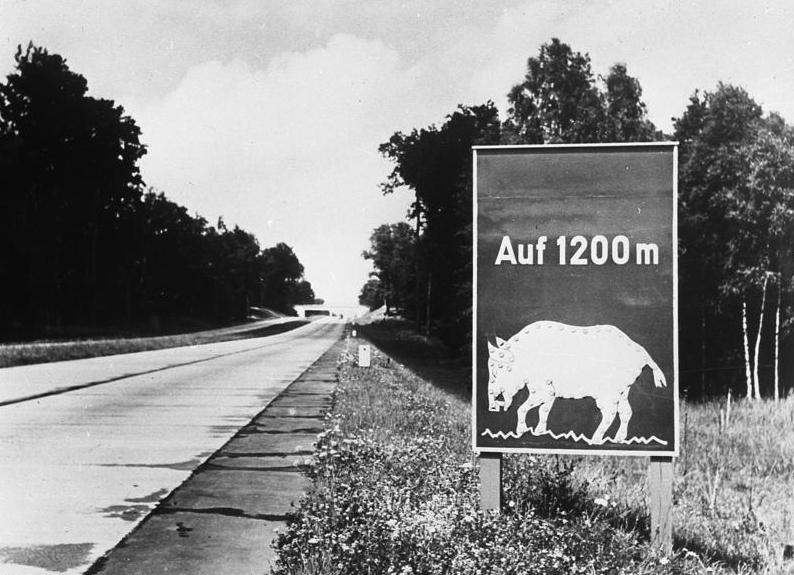
Eine der ab 1938 aufgestellten Ankündigungstafeln für Wildwechsel mit Wildschweinen an einer Reichsautobahn

Die ersten Ankündigungstafeln für Wildwechsel wurden in Deutschland ab 1938 versuchsweise an den Autobahnen aufgestellt. Diese mit Reflektoren ausgestatteten Zeichen gab es mit dem Sinnbild des Hirsches, des Rehes und des Wildschweines. Man hoffte, die Tafeln möglicherweise wieder abbauen zu können, wenn sich die Tiere an die Veränderungen ihres Lebensraums gewöhnt und neue Futterplätze gefunden hatten.
Heute weist in Deutschland das Verkehrsschild Wildwechsel (§ 40 Abs. 6 Straßenverkehrs-Ordnung – Zeichen 142) auf eine häufige Wildunfallstelle hin. Besonders in der Morgen- und Abenddämmerung sind Verkehrsteilnehmer zu reduzierter Geschwindigkeit und besonderer Aufmerksamkeit aufgerufen. Wild wechselt schnell und unvermittelt über die Straße auf einem ihm vertrauten Wildwechsel. Die Zahl der Wildunfälle in Deutschland beträgt mehrere Hunderttausend pro Jahr. Die Zahlen zu Schalenwild: Mehr als 230.000 Rehe, Wildschweine und Hirsche ließen 2013 ihr Leben auf deutschen Straßen. Das geht aus einer Wildunfallstatistik hervor, die der Deutsche Jagdverband veröffentlicht hat. Sofern solche Wechsel bekannt sind und sie Straßen überqueren, versucht der Jagdausübungsberechtigte oft durch Wildwarner die Gefahr eines Wildunfalles zu verhindern.